# 元嘉の治
元嘉の治（げんかのち）は、中国の南朝初期の424年以降、南朝宋の第3代皇帝文帝により行われた政治改革のことである。元嘉とは424年に即位した文帝が453年まで採用した元号である。

## 歴史

### 文帝の即位
永初元年（420年）、東晋の有力者であった劉裕は恭帝から禅譲を受けて武帝として即位し、南朝宋を建国した。武帝は在位2年後の永初3年（422年）に崩御した。武帝の死後、長男の少帝が承継したが、少帝は遊興に耽って節度が乏しかったために宋は乱れ、滑台・虎牢などの領土が北魏に奪われた。このため元嘉元年（424年）に徐羨之・傅亮・謝晦らによって廃位され、第3代皇帝には弟の文帝が擁立された。文帝は先帝を廃立した徐羨之ら3名を殺害し、名門貴族の王華・王曇首・殷景仁らを重用して政務を行なった。

### 元嘉の治
少帝の時代に華北の北魏の明元帝（太宗）により北魏軍が南下し、河南・山東などの宋領は奪われていた。だが北魏では明元帝がしばらくして崩御して文帝の同世代の太武帝が即位し、さらに北魏は当時華北をまだ制圧しきっておらず、漠北には蒙古族の柔然が侵入を繰り返したため、そのまま南下する事はできなかった。また宋は北魏の南下を抑えるため、柔然や北燕・吐谷渾・高句麗・北涼、後仇池などを冊封下に置いて対抗した。
北魏は華北統一を目指して元嘉6年（429年）に柔然を攻めたが、宋の文帝はこれに乗じて元嘉7年（430年）に宋軍を北上させて河南を奪い返した。だが同年冬に北魏軍の攻撃を受けて奪い返されている。元嘉8年（431年）春、文帝は名将の檀道済に命じて北魏軍を大いに破って再び河南領の一部を奪うが、またも北魏軍の反撃と宋軍の兵糧事情により撤退する事になり、河南は北魏に奪われた。だが北魏側もまだ華北を平定しきっていなかった事情から宋に和睦を申し入れ、宋も北魏の軍事力を悟って和睦は成立し、以後両国間では使者が往来して衝突は回避された。文帝は北魏との和睦を機に国政の充実と増強を図り、文学を奨励して重農政策を行ない富国強兵を行なった。また柔然と修好関係を締結して北魏を牽制し、さらに元嘉23年（446年）には南方の林邑を平定して宋の安定期・全盛期を築き上げた。
だが一方で宋の軍事力を一手に支えていた名将の檀道済を元嘉13年（436年）3月に粛清し、北魏は元嘉8年（431年）に夏を、元嘉13年（436年）に北燕を、元嘉16年（439年）に北涼を滅ぼして華北の大半を平定し、さらに北魏は西域諸国と友好関係を結ぶなどして南下の用意を着々と整えつつあった。元嘉22年（445年）には北魏の関中の武将蓋呉が宋に裏切る事件が起こり、文帝はこれに介入するも北魏の反撃を受けて失敗し、蓋呉も討たれて以後両国では小競り合いが繰り返される。
元嘉26年（449年）、北魏が主力を柔然に向けたため、文帝は北伐軍を起こして河南を奪った。同年冬、北魏は太武帝自らが大軍を率いて親征を開始し、宋に奪われていた河南を奪い返し、さらに南下して長江沿岸にまで達した。この時、文帝は檀道済を粛清した事を後悔したが後の祭りでしかなく、宋軍は北魏軍に対抗できず首都の建康では戦火を恐れて逃亡する者が相次いだ。元嘉28年（451年）春、太武帝は味方の将軍を瓜歩山（現在の江蘇省南京市六合区の南東）に集めて論功行賞を行なうと北に引き揚げた。このため宋は亡国は免れた。
元嘉30年（453年）2月、文帝は皇太子劉劭の謀反により殺害された。これにより元嘉の治も終焉した。

## 結果
文帝の行なった元嘉の治は南朝宋の安定・全盛をもたらしたのは事実だったが、それも晩年の北魏の侵略で全てが破壊される結果となった。この時の北魏の侵略で、長江北岸の宋領では男は殺され女は犯され、幼児は槍の先に刺して弄ばれる惨憺たるものであり、これは宋のその後の衰退への契機となる。